# Leucadendron
Leucadendron is een geslacht uit de familie Proteaceae. Het telt ongeveer tachtig soorten die endemisch zijn in Zuid-Afrika. Ze komen voor van de Kaapprovincie tot in KwaZoeloe-Natal. De soorten zijn een belangrijk onderdeel van de fynbosvegetatie. 

## Soorten
- Leucadendron album (Thunb.) Fourc.
- Leucadendron arcuatum (Lam.) I.Williams
- Leucadendron argenteum R.Br.
- Leucadendron barkerae I.Williams
- Leucadendron bonum I.Williams
- Leucadendron brunioides Meisn.
- Leucadendron burchellii I.Williams
- Leucadendron cadens I.Williams
- Leucadendron chamelaea (Lam.) I.Williams
- Leucadendron cinereum (Aiton) R.Br.
- Leucadendron comosum R.Br.
- Leucadendron concavum I.Williams
- Leucadendron conicum (Lam.) I.Williams
- Leucadendron coniferum (L.) Sieber ex Meisn.
- Leucadendron coniferum Meisn.
- Leucadendron cordatum E.Phillips
- Leucadendron coriaceum E.Phillips & Hutch.
- Leucadendron corymbosum P.J.Bergius
- Leucadendron cryptocephalum L.Guthrie
- Leucadendron daphnoides Meisn.
- Leucadendron diemontianum I.Williams
- Leucadendron discolor E.Phillips & Hutch.
- Leucadendron dregei E.Mey. ex Meisn.
- Leucadendron dubium (Meisn.) E.Phillips & Hutch.
- Leucadendron elimense E.Phillips
- Leucadendron ericifolium R.Br.
- Leucadendron eucalyptifolium H.Buek ex Meisn.
- Leucadendron flexuosum I.Williams
- Leucadendron floridum R.Br.
- Leucadendron foedum I.Williams
- Leucadendron galpinii E.Phillips & Hutch.
- Leucadendron gandogeri Schinz ex Gand.
- Leucadendron glaberrimum (Schltr.) Compton
- Leucadendron globosum (Andrews) I.Williams
- Leucadendron glutinosum Hutch.
- Leucadendron gydoense I.Williams
- Leucadendron immoderatum Rourke
- Leucadendron lanigerum H.Buek ex Meisn.
- Leucadendron laureolum (Lam.) Fourc.
- Leucadendron laxum I.Williams
- Leucadendron levisanus (L.) P.J.Bergius
- Leucadendron linifolium R.Br.
- Leucadendron loeriense I.Williams
- Leucadendron loranthifolium (Salisb. ex Knight) I.Williams
- Leucadendron macowanii E.Phillips
- Leucadendron meridianum T.M.Salter ex I.Williams
- Leucadendron meyerianum H.Buek ex E.Phillips & Hutch.
- Leucadendron microcephalum (Gand.) Gand. & Schinz
- Leucadendron modestum I.Williams
- Leucadendron muirii E.Phillips
- Leucadendron nervosum E.Phillips & Hutch.
- Leucadendron nitidum H.Buek ex Meisn.
- Leucadendron nobile I.Williams
- Leucadendron olens I.Williams
- Leucadendron orientale I.Williams
- Leucadendron osbornei Rourke
- Leucadendron platyspermum R.Br.
- Leucadendron pondoense A.E.van Wyk
- Leucadendron procerum (Salisb. ex Knight) I.Williams
- Leucadendron pubescens R.Br.
- Leucadendron pubibracteolatum I.Williams
- Leucadendron radiatum E.Phillips & Hutch.
- Leucadendron remotum I.Williams
- Leucadendron roodii Bolus
- Leucadendron rourkei I.Williams
- Leucadendron rubrum Burm.f.
- Leucadendron salicifolium (Salisb.) I.Williams
- Leucadendron salignum P.J.Bergius
- Leucadendron sericeum R.Br.
- Leucadendron sessile R.Br.
- Leucadendron sheilae I.Williams
- Leucadendron singulare I.Williams
- Leucadendron sorocephalodes E.Phillips & Hutch.
- Leucadendron spirale (Salisb. ex Knight) I.Williams
- Leucadendron spissifolium (Salisb. ex Knight) I.Williams
- Leucadendron stellare (Sims) R.Br. ex Steud.
- Leucadendron stelligerum I.Williams
- Leucadendron strobilinum (L.) Druce
- Leucadendron teretifolium (Andrews) I.Williams
- Leucadendron thymifolium (Salisb. ex Knight) I.Williams
- Leucadendron tinctum I.Williams
- Leucadendron tradouwense I.Williams
- Leucadendron uliginosum R.Br.
- Leucadendron verticillatum (Thunb.) Meisn.
- Leucadendron xanthoconus (Kuntze) K.Schum.

... · 
Adenanthos · 
Alloxylon · 
Banksia · 
Grevillea · 
Leucadendron · 
Macadamia · 
Persoonia · 
Protea · 
Toronia · 
Xylomelum · 
...